# Plaid Cymru
Plaid Cymru [plaɪd ˈkəmri] (walisisk "Wales-partiet") er et politisk parti i Wales, Storbritannien, som har uafhængighed for Wales som politisk målsætning.
Siden slutningen af 1990erne hedder partiet formelt Plaid Cymru – The Party of Wales, men det benævnes oftest Plaid Cymru, selv på engelsk.
Partiet blev grundlagt i 1925. Det har altid stået stærkest i de delene af Wales hvor det walisiske sprog har stået stærkest. Partiets repræsentanter i parlamentet samarbejder med Scottish National Party, og i EU-parlamentet indgår de i gruppen De Grønne/Den Europæiske Fri Alliance.

## Valg

### Europa Parlamentsvalg
| År   | Procent af stemmer i Wales | Mandater |
| ---- | -------------------------- | -------- |
| 1979 | 11.7% (83,399)             | 0 (af 4) |
| 1984 | 12.2% (103,031)            | 0 (af 4) |
| 1989 | 12.9% (115,062)            | 0 (af 4) |
| 1994 | 17.1% (162,478)            | 0 (af 5) |
| 1999 | 29.6% (185,235)            | 2 (af 5) |
| 2004 | 17.1% (159,888)            | 1 (af 4) |
| 2009 | 18.5% (126,702)            | 1 (af 4) |
| 2014 | 15.3% (111,864)            | 1 (af 4) |

### Parlamentsvalg i Storbritannien
| År         | Procent af stemmer i Wales | # antal stemmer | Mandater  |
| ---------- | -------------------------- | --------------- | --------- |
| 1929       | < 0.1%                     | (609)           | 0 (af 36) |
| 1931       | 0.2%                       | (2,050)         | 0 (af 36) |
| 1935       | 0.3%                       | (2,534)         | 0 (af 36) |
| 1945       | 1.2%                       | (16,017)        | 0 (af 36) |
| 1950       | 1.2%                       | (17,580)        | 0 (af 36) |
| 1951       | 0.7%                       | (10,920)        | 0 (af 36) |
| 1955       | 3.1%                       | (45,119)        | 0 (af 36) |
| 1959       | 5.2%                       | (77,571)        | 0 (af 36) |
| 1964       | 4.8%                       | (69,507)        | 0 (af 36) |
| 1966       | 4.3%                       | (61,071)        | 0 (af 36) |
| 1970       | 11.5%                      | (175,016)       | 0 (af 36) |
| 1974 (Feb) | 10.8%                      | (171,374)       | 2 (af 36) |
| 1974 (Okt) | 10.8%                      | (166,321)       | 3 (af 36) |
| 1979       | 8.1%                       | (132,544)       | 2 (af 36) |
| 1983       | 7.8%                       | (125,309)       | 2 (af 38) |
| 1987       | 7.3%                       | (123,599)       | 3 (af 38) |
| 1992*      | 9%                         | (156,796)       | 4 (af 38) |
| 1997       | 9.9%                       | (161,030)       | 4 (af 40) |
| 2001       | 14.3%                      | (195,893)       | 4 (af 40) |
| 2005       | 12.6%                      | (174,838)       | 3 (af 40) |
| 2010       | 11.3%                      | (165,394)       | 3 (af 40) |

- Six seats contested on a joint Plaid Cymru/Green Party ticket

### Nationalforsamlingen i Wales
| År   | Procent af stemmer (constituency) | Procent af stemmer (regional) | Mandater (constituency) | Mandater (regional) |
| ---- | --------------------------------- | ----------------------------- | ----------------------- | ------------------- |
| 1999 | 28.4% (290,572)                   | 30.6% (312,048)               | 9 (af 40)               | 8 (af 20)           |
| 2003 | 21.2% (180,185)                   | 19.7% (167,653)               | 5 (af 40)               | 7 (af 20)           |
| 2007 | 22.4% (219,121)                   | 21.0% (204,757)               | 7 (af 40)               | 8 (af 20)           |
| 2011 | 19.3% (182,907)                   | 17.9% (169,799)               | 5 (af 40)               | 6 (af 20)           |